# Cuporani, Leova
Cuporani este un sat din cadrul comunei Tigheci din raionul Leova, Republica Moldova.

## Demografie

### Structura etnică
Structura etnică a localității conform recensământului populației din 2004:
| Grup etnic                                               | Populație | % Procentaj  |
| -------------------------------------------------------- | --------- | ------------ |
| Băștinași declarați Moldoveni Băștinași declarați Români | 177 5     | 62,77% 1,77% |
| Bulgari                                                  | 94        | 33,33%       |
| Găgăuzi                                                  | 3         | 1,06%        |
| Ruși                                                     | 2         | 0,71%        |
| Ucraineni                                                | 1         | 0,35%        |
| Total                                                    | 282       |              |